# Telaprocera
Genre
Telaprocera est un genre d'araignées aranéomorphes de la famille des Araneidae.

## Distribution
Les espèces de ce genre sont endémiques d'Australie.

## Liste des espèces
Selon World Spider Catalog (version 17.0, 27/03/2016) :
- Telaprocera joanae Harmer & Framenau, 2008
- Telaprocera maudae Harmer & Framenau, 2008

## Publication originale
- Harmer & Framenau, 2008 : Telaprocera (Araneae: Araneidae), a new genus of Australian orb-web spiders with highly elongated webs. Zootaxa, no 1956, p. 59-80.